# Ingri Aunet Tyldum
Ingri Aunet Tyldum (* 14. Oktober 1983 in Overhalla) ist eine ehemalige norwegische Skilangläuferin.

## Werdegang
Tyldum, die für den Overhalla IL startete, trat international erstmals bei den Nordischen Junioren-Skiweltmeisterschaften 2002 in Schonach im Schwarzwald in Erscheinung. Dort belegte sie den 27. Platz im 15-km-Massenstartrennen und den 25. Rang im Sprint. Ihr erstes Rennen im Continental-Cup lief im Dezember 2002 in Gåsbu und errang dabei den 18. Platz über 5 km klassisch. Bei den Nordischen Junioren-Skiweltmeisterschaften 2003 in Sollefteå kam sie auf den 26. Platz über 5 km klassisch. Ihr Debüt im Weltcup hatte sie März 2003 in Oslo, das sie auf dem 42. Platz im Sprint beendete. Bei den U23-Weltmeisterschaften 2006 in Kranj gelang ihr der 28. Platz im Skiathlon und der 24. Rang über 10 km klassisch. Im Januar 2007 holte sie in Otepää mit dem 29. Platz über 10 km klassisch ihre ersten Weltcuppunkte. Im folgenden Monat erreichte sie in Falun mit dem zweiten Platz im Sprint ihre erste Podestplatzierung im Scandinavian-Cup. In der Saison 2007/08 kam sie im Weltcup 12-mal in die Punkteränge, darunter dreimal unter die ersten Zehn. Dabei errang sie mit dem achten Platz im Sprint in Stockholm ihre beste Einzelplatzierung im Weltcup. Im Scandinavian-Cup erreichte sie zwei dritte und drei zweite Plätze. Im Februar 2008 holte sie über 5 km klassisch in Sundsvall ihren einzigen Sieg im Scandinavian-Cup und mit der Staffel in Falun ihren einzigen Weltcupsieg. Die Saison beendete sie auf dem 36. Platz im Gesamtweltcup und auf dem ersten Rang in der Gesamtwertung des Scandinavian-Cups. Im Jahr 2008 wurde sie bei den norwegischen Meisterschaften Dritte im Sprint und im Jahr 2010 Zweite im Sprint. Ihr letztes Weltcuprennen absolvierte sie im März 2010 in Drammen, welches sie auf dem 49. Platz im Sprint beendete.

## Erfolge

### Weltcupsiege im Team
| Nr. | Datum            | Ort   | Disziplin          |
| --- | ---------------- | ----- | ------------------ |
| 1.  | 24. Februar 2008 | Falun | 4 × 5 km Staffel 1 |

### Siege bei Continental-Cup-Rennen
| Nr. | Datum            | Ort       | Disziplin      | Serie            |
| --- | ---------------- | --------- | -------------- | ---------------- |
| 1.  | 16. Februar 2008 | Sundsvall | 5 km klassisch | Scandinavian Cup |